# Елит
В политическата и социалната теория, елит се нарича малка група властни хора, които контролират непропорционално количество богатства, привилегии или политическа власт в обществото.

## Политически елит
Популярност на термина дава италианският социолог Вилфредо Парето (1848 – 1923 г.), който се занимава най-задълбочено с изследване на елитите. Той формулира обща концепция за елита като съставен от тези личности, които притежават най-големи способности във всеки аспект на човешката дейност. Според него всяка група в обществото произвежда свой елит, така както например има елит на шахматистите. Но сериозните елити според него са политическите – управляващите елити, които са в контраст с не-елита или с по-ниските слоеве на обществото. Политическият строй, въпреки че е част от социалната структура, е този, който взима решения и върши действията, а не ги търпи. Подобно деление по-рано прави и италианецът Гаетано Моска (1850 – 1941), който смята, че в обществата има две класи: първата – на тези, които управляват, и втората – на тези, които биват управлявани.
Според концепцията на Парето елитът е доминиращата група, която държи инструментите на властта. Тази група включва не само тези, които са били, са или ще дойдат на власт, но и всички онези, сред които е бил избран управляващият – тоест семейства, финансови връзки и т.н. Парето посочва два типа елити. Първият тип е преобладаващо консервативният елит, който се стреми да запази не само своята собствена власт, но и съществуващата институционална уредба. Другият тип са възникващи елити, които използват властта си, за да правят нови политически и социални подредби в обществото. Вторият тип елити са иноваторски, понякога дори революционни, но с течение на времето и упражняването на властта те постепенно се консолидират и се превръщат в консервативни по отношение на социалната уредба, която по-рано са инициирали. Движението на обществото е циклично и противоречията възникват, когато властта и елитите попадат под натиска на променящите се обществени структури и политическа култура. Тогава възниква нов елит, който се налага чрез успешен натиск на масите, насилие, определена политика или комбинация от тези фактори. Определение на Валентин Вацев за Политически елит – това са група хора, които колективно отговарят на три важни условия: първо, имат възможността да разпределят и преразпределят основния обществен ресурс – това обикновено е властта и собствеността в тяхното изключително сложно взаимоотношение. Второ – имат готовността да дават личен и групов пример за поведение, трето – имат силата да понесат отговорността за себе си и за всички други. Тоест, да издигнат националния интерес до свой интерес, или своя до националния.[източник? (Поискан преди 2 дни)]